# بخش کافرین
بخش کافرین (به لاتین: Kaffrine Department) یک منطقهٔ مسکونی در سنگال است که در ناحیه کافرین واقع شده‌است. بخش کافرین ۱۱٬۱۰۲ کیلومتر مربع مساحت و ۲۰۷٬۶۷۶ نفر جمعیت دارد.